# ユダヤ風アーティチョーク

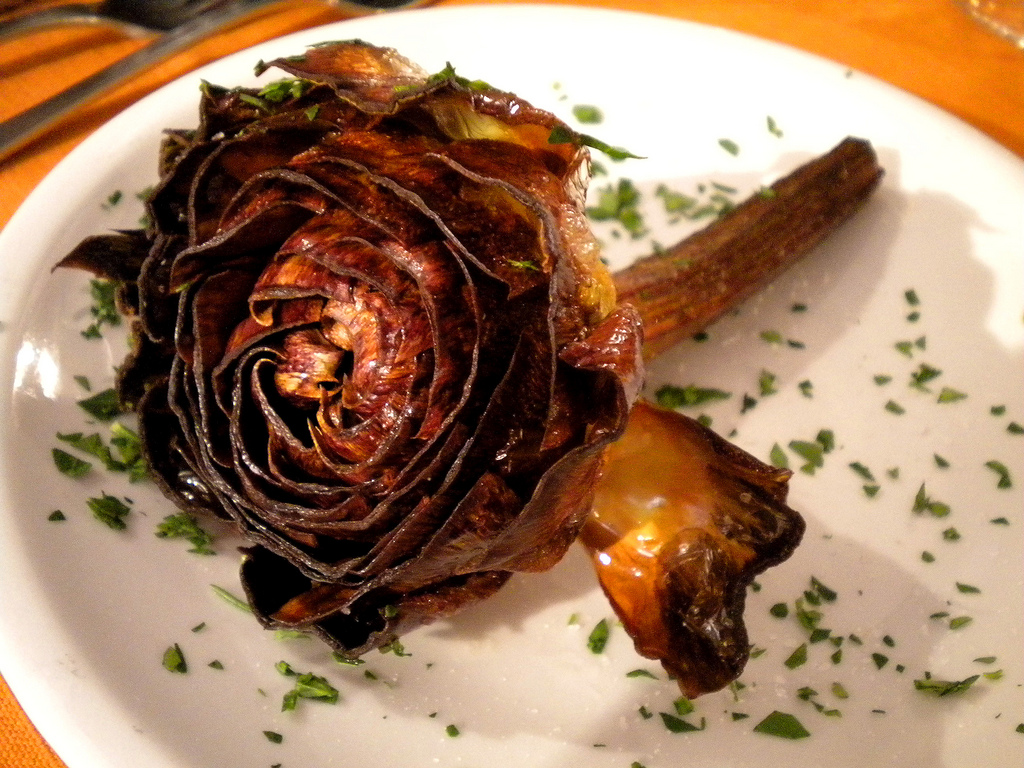
ユダヤ風アーティチョークの例

ユダヤ風アーティチョーク、アーティチョークのユダヤ風、カルチョーフィ・アッラ・ジュディア（イタリア語: carciofi alla giudìa）は、イタリアのローマ料理の一種。アーティチョークの唐揚げである。
「アーティチョーク」はイタリア語で「カルチョフィ」と呼ばれ、サンドイッチの具材としても使用されている。ユダヤ風アーティチョークはローマ料理では定番のアンティパストの1つである。
名称は、ローマにヨーロッパ最大のユダヤ人コミュニティー（ローマ・ゲットー）があったことに由来する。
16世紀からある料理で、ローマ人に人気が高い。元々はユダヤ教の祭日であるヨム・キプルの終わりに食べられていた。中の葉が柔らかいcarciofi mammole、マンモラ種のアーティチョークが使用される。